# Waltraud Lehn
Waltraud Lehn geb. Link (* 12. August 1947 in Remscheid) ist eine deutsche Politikerin (SPD).

## Leben und Beruf
Nach dem Abitur 1966 absolvierte Waltraud Lehn eine Ausbildung im gehobenen nichttechnischen Dienst. Nach der Prüfung an der Gemeindeverwaltungs- und Sparkassenschule in Köln war sie bis 1988 in den Bereichen Jugendhilfe, Personalwesen und Wirtschaftsförderung beim Landschaftsverband Rheinland und bei der Stadt Wuppertal tätig. Von 1984 bis 1988 hatte sie außerdem einen Lehrauftrag an der Bergischen Universität Wuppertal.
Waltraud Lehn ist verheiratet und hat einen Sohn. 

## Partei
Waltraud Lehn trat 1974 in die SPD ein und gehört dem Vorstand des SPD-Unterbezirks Recklinghausen an. 

## Abgeordnete
Von 1979 bis 1988 war sie Mitglied im Rat der Stadt Sprockhövel. 
Von 1994 bis 2009 war Waltraud Lehn Mitglied des Deutschen Bundestages. Hier war sie seit Oktober 2002 stellvertretende Sprecherin der Arbeitsgruppe "Haushalt" der SPD-Bundestagsfraktion. Im Haushaltsausschuss war sie Hauptberichterstatterin für den Bereich Arbeit und Soziales. 
Waltraud Lehn ist stets als direkt gewählte Abgeordnete des Wahlkreises Recklinghausen II - Borken I bzw. 2002 und 2005 des Wahlkreises Recklinghausen II in den Bundestag eingezogen. Bei der Bundestagswahl 2005 erreichte sie hier 55,0 % der Erststimmen.

## Öffentliche Ämter
Von 1988 bis 1994 war Waltraud Lehn Beigeordnete für Schule, Bildung, Sport, Jugend und Soziales und stellvertretende Stadtdirektorin der Stadt Marl. 